# Robin Williams
Robin McLaurin Williams, ameriški komik in igralec, * 21. julij 1951, Chicago, Illinois, ZDA, † 11. avgust 2014, Paradise Cay, Kalifornija, ZDA.
Williams je imel svojo prvo filmsko vlogo v Popaj leta 1980. Že nekaj let prej pa je nastopal v TV nanizankah. Najbolj sta ga navdušila pokojni komik in igralec Richard Pryor ter Jonathan Winters. Za svojo vlogo v Dobri Will Hunting je prejel oskarja za najboljšega stranskega igralca, je tudi večkratni dobitnik emmyjev in zlatih globusov.

## Zgodnje življenje
Williamsova mati Laura (1922–2001) je bila manekenka iz New Orleansa v zvezni državi Louisiana.
Njegov oče Robert-Fitzgerald Williams (1906–1987) je bil vodstveni delavec v družbi Ford Motor Company, zadolžen za ameriški srednji zahod. Njegov pra-pra dedek po materini strani je bil senator in guverner Mississippija Anselm J. McLaurin. Robinova starša sta Američana angleških, valižanskih, irskih, škotskih, nemških in francoskih prednikov. Odraščal je v katoliški družini in z mamo sta bila tudi v cerkvenem zboru. Odraščal je v kraju Bloomfield Hills, Michigan, kjer je obiskoval Detroit Country Day School in se kasneje preselil v Woodacre, Okrožje Marin, Kalifornija, kjer je obiskoval javno srednjo šolo Redwood High School. Williams je nato štiri leta študiral na Claremont McKenna College (takrat imenovan Claremont Men's College). Imel je dva polbrata: Todda (umrl 14. avgusta 2007) in McLaurina.

## Zasebno življenje
Williamsov prvi zakon z Valerie Velardi je bil precej buren, saj je imel Williams razmerje z natakarico Michelle Tish-Carter, ki ga je nato tožila, saj naj bi jo okužil s herpesom. Pogodila sta se zunaj sodišča, vendar je bil to prevelik udarec za Velardijevo, zato se je od igralca leta 1988 ločila. V zakonu se jima je rodil sin Zach (11. april 1983). Sledil je zakon z Marsha Garces, Zachovo varuško, ki je ob poroki z Williamsom leta 1989 že nekaj časa nosila njuno hčer Zelda (31. julij 1989). Ločila sta se leta 2008 zaradi »nepremostljivih razlik«, imata pa še sina Codyja (25. november 1991). Njegova tretja žena je bila Susan Schneider, s katero sta se spoznala malo preden je šel na operacijo srca. Med operacijo in po njej mu je stala ob strani in 25. oktobra 2011 sta se poročila v kalifornijski dolini Napa.

## Smrt
11. avgust 2014, je umrl v svojem domu v Paradise Cay, Kalifornija v starosti 63 let; njegov zastopnik je povedal, da se je že dlje časa bojeval z depresijo, po ugotovitvah mrliškega oglednika Okrožja Marin je šlo za samomor.

## Filmografija (izbor)
- Popaj (1980)
- Garpov svet (1982)
- Pobeg v Ameriko (1984)
- Dobro jutro, Vietnam (1987)
- Društvo mrtvih pesnikov (1989)
- Prebujenja (1990)
- Kraljevi ribič (1991)
- Kapitan Kljuka (1991)
- Aladin (1992)
- Očka v krilu (1993)
- Jumanji (1995)
- Ptičja kletka (1996)
- Dobri Will Hunting (1997)
- Zdravnik s srcem (1998)
- Foto Studio (2002)
- Noč v muzeju (2006)
- Očka, ne ga srat! (2006)
- Najboljši oče na svetu (2009)
- Noč v muzeju 2 (2009)
- Noč v muzeju: Skrivnost grobnice (2014)